# Luigi Magni
Pour les articles homonymes, voir Magni (homonymie).
Luigi Magni est un réalisateur et scénariste italien, né à Rome le 21 mars 1928 et mort dans cette ville le 27 octobre 2013.
Il est l'époux de la costumière et décoratrice Lucia Mirisola.

## Biographie

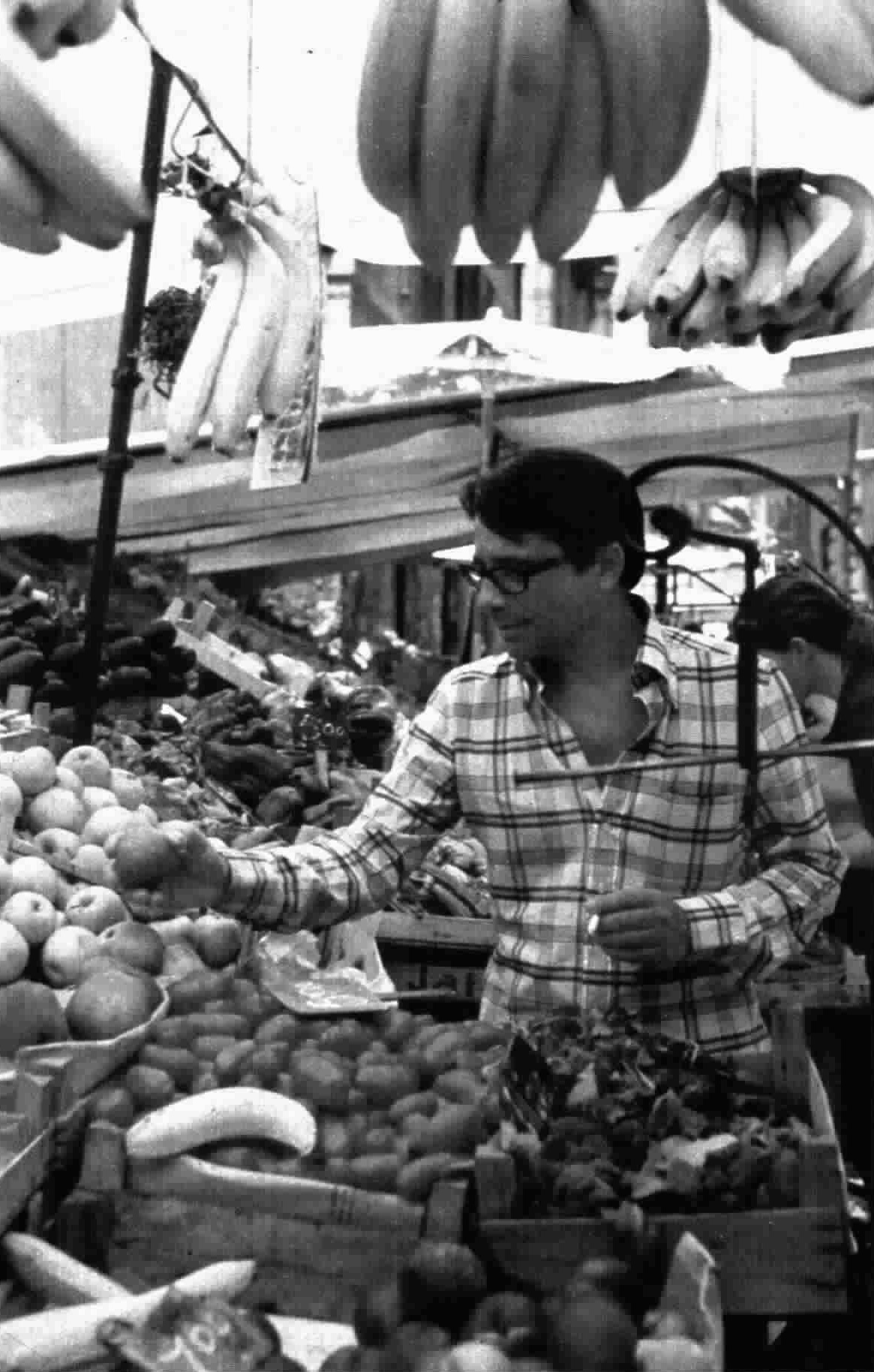
Luigi Magni en 1975 dans un marché romain.

Il commence sa carrière en tant que scénariste et script en collaboration avec Age-Scarpelli. En 1956, il entre dans le monde du cinéma, travaillant avec les réalisateurs italiens les plus importants de l'époque : Mario Monicelli, Luciano Salce, Mauro Bolognini, Camillo Mastrocinque, Pasquale Festa Campanile, Carlo Lizzani et Alberto Lattuada. Magni commence sa carrière comme scénariste en 1956 avec Amours de vacances d'Antonio Racioppi. En 1968, il collabore avec Mario Monicelli pour transformer Monica Vitti en actrice comique avec La Fille au pistolet. Le succès critique et commercial du film le pousse à passer à la réalisation.
En 1968, il passe derrière la caméra et dirige Vonetta McGee, Enzo Cerusico et Renzo Montagnani dans la comédie Faustina. En 1969, Magni remporte un succès extraordinaire avec Les Conspirateurs, qui est le film italien le plus populaire de l'année, au point de nécessiter pour la première fois en Italie des projections nocturnes pour répondre à la demande du public. Ce film définit la marque de fabrique de son réalisateur : une comédie dramatique se déroulant dans la Rome papale à l'époque du Risorgimento, oscillant entre la farce et le drame, sans oublier la dimension romaine de l'intrigue. Ce film marque le début de sa collaboration avec Nino Manfredi.
Après La Tosca (1973), avec Monica Vitti, Au nom du pape roi (1977) vaut au réalisateur le David di Donatello du meilleur film. Il réalise également Selon Ponce Pilate (1987), 'o Re (1988), Au nom du peuple souverain (1990), Nemici d'infanzia (1995), qui lui vaut le David di Donatello du meilleur scénario et écrit avec Carla Vistarini, et La carbonara (2000). Après le téléfilm La notte di Pasquino (2003) et la mort de Nino Manfredi (2004), Luigi Magni ne réalise plus de films.

### Vie privée
Il était marié à la costumière Lucia Mirisola. Le couple n'a pas eu d'enfant.

### Mort
Il meurt à son domicile à Rome le 27 octobre 2013, à l'âge de 85 ans. Le lendemain, la chambre funéraire est installée dans la salle Protomoteca du Palazzo Senatorio sur le Capitole. Les obsèques sont célébrées le 29 octobre dans la basilique Santa Maria in Montesanto sur la Piazza del Popolo, également connue sous le nom d'église des artistes, en présence de nombreux visages connus du monde du spectacle. Le cercueil est ensuite enterré dans le monumental cimetière du Verano à Rome,.

## Postérité et hommages

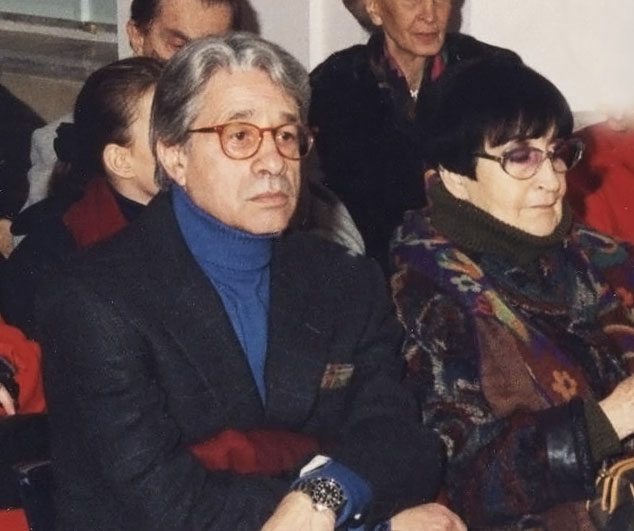
Luigi Magni et Lucia Mirisola en 1996.

Le 2 mai 1996, il est consacré Grand officier de l'Ordre du Mérite de la République italienne.
En 2004, il reçoit le prix du film Stupor Mundi au festival du film de Trani, un prix pour l'ensemble de sa carrière inspiré de la figure de Frédéric II de Souabe. En 2008, il reçoit un David di Donatello spécial pour célébrer ses 80 ans et ses 40 ans d'activité en tant que metteur en scène.
En septembre 2017, le Prix national Luigi Magni pour le graphisme est créé à Velletri à l'initiative du Circolo artistico La Pallade Veliterna. Le 24 mars 2018, la municipalité de Velletri dédie au réalisateur une avenue dans la Villa Ginnetti. En 2018, toujours à Velletri, un musée est inauguré, consacré à sa carrière et rassemblant des prix, des accessoires, des scripts et des scénarios originaux. En 2020, la « Fondation du musée Luigi Magni et Lucia Mirisola » est créée.
Le 21 mars 2019, la municipalité de Rome donne le nom de Magni au belvédère du Jardin des orangers, sur la colline de l'Aventin.

## Filmographie

### Réalisateur
- 1968 : Faustina
- 1969 : Les Conspirateurs (Nell'anno del Signore)
- 1971 : Scipion, dit aussi l'Africain (Scipione detto anche l'africano)
- 1973 : La Tosca (La Tosca)
- 1974 : La via dei babbuini
- 1976 : Mesdames et messieurs, bonsoir (Signore e signori, buonanotte)
- 1976 : Gardez-le pour vous (Basta che non si sappia in giro!), segment Il superiore
- 1976 : La Fiancée de l'évêque (Quelle strane occasioni), segment Il cavalluccio svedese
- 1977 : Au nom du pape roi (In nome del papa re)
- 1980 : Arrivano i bersaglieri
- 1983 : State buoni se potete
- 1987 : Il generale (it)
- 1987 : Selon Ponce Pilate (Secondo Ponzio Pilato)
- 1987 : Imago urbis — documentaire collectif
- 1989 : 'o Re
- 1990 : Au nom du peuple souverain (In nome del popolo sovrano)
- 1995 : Nemici d'infanzia
- 1996 : Exercices de style, segment Era il maggio radioso
- 2000 : La carbonara
- 2003 : La notte di Pasquino

### Scénariste
- 1965 : La Célestine (La Celestina P... R...) de Carlo Lizzani
- 1965 : La Mandragore (La mandragola), d'Alberto Lattuada
- 1966 : Les Ogresses (Le Fate) sketch (Fata Sabina), de Luciano Salce
- 1968 : C'est mon mari et je le tue quand bon me semble (Il marito è mio e l'ammazzo quando mi pare) de Pasquale Festa Campanile
- 1968 : La Fille au pistolet (La ragazza con la pistola), de Mario Monicelli
- 1971 : Miracle à l'italienne (Per grazia ricevuta), de Nino Manfredi